# Pedumispora rhizophorae
Pedumispora rhizophorae är en svampart som beskrevs av K.D. Hyde & E.B.G. Jones 1992. Pedumispora rhizophorae ingår i släktet Pedumispora, ordningen Diaporthales, klassen Sordariomycetes, divisionen sporsäcksvampar och riket svampar.   Inga underarter finns listade i Catalogue of Life.